# Marek Vašut
Marek Vašut (nacido el 5 de mayo de 1960 en Praga, Checoslovaquia) es un actor de cine, teatro y televisión checo, mejor conocido por sus apariciones en Solomon Kane y Blade II. Prestó su voz al personaje Tommy Angelo para la versión checa del videojuego Mafia: The City of Lost Heaven. Más tarde, Vašut repitió su papel de Tommy en la nueva versión de 2020 mafia: Definitive Edition.

## Educación
Vašut había viajado por primera vez a la ciudad de Nueva York para asistir al Instituto de Teatro y Cine Lee Strasberg. Vašut también asistió a la Academia de las Artes Escénicas de Praga.

## Filmografía
| Año  | Título                                   | Papel                             | Notas           |
| ---- | ---------------------------------------- | --------------------------------- | --------------- |
| 1966 | Káta a krokodýl                          | Pepík Novák                       |                 |
| 1967 | Martin a cervené sklícko                 | Indián                            |                 |
| 1973 | Prijela k nám pout                       | Capitán                           |                 |
| 1975 | Velké trápení                            | Vojta                             |                 |
| 1977 | Smrt mouchy                              | Compañero de clase                |                 |
| 1979 | The Divine Emma                          |                                   | Sin acreditar   |
| 1980 | Lásky mezi kapkami deste                 | Compañero de clase                |                 |
| 1981 | Neco je ve vzduchu                       | Mladý Bartonícek                  |                 |
| 1984 | Horký podzim s vuní manga                | Sjöll                             |                 |
| 1984 | Láska s vuní pryskyrice                  | Slávek                            |                 |
| 1985 | Kariéra                                  | Petr                              |                 |
| 1985 | Láska z pasáze                           | Roby                              |                 |
| 1985 | Zelená léta                              | Kony                              |                 |
| 1986 | Dobré svetlo                             | Wooer                             |                 |
| 1987 | Pesti ve tme                             | Vilda Jakub                       |                 |
| 1987 | Hauri                                    | Inzenýr Pavel Jaros               |                 |
| 1988 | Stupne porazených                        | Stanek                            |                 |
| 1989 | Vlastne se nic nestalo                   | Frantisek                         |                 |
| 1989 | Príbeh '88                               | Muz v metru                       |                 |
| 1989 | Pražská pětka                            | Recolector de basura              |                 |
| 1989 | Divoka srdce                             |                                   |                 |
| 1990 | Divoká svine                             | Bílek                             |                 |
| 1991 | Král kolonád                             | Gestapák                          |                 |
| 1991 | Vracenky                                 |                                   |                 |
| 1992 | Kamarád do deste II - Príbeh z Brooklynu | Geroge                            |                 |
| 1993 | Krvavý román                             | Capitán Rodriquez                 |                 |
| 1993 | Chained Heat II                          | Stefan Lotsky                     |                 |
| 1993 | Konec básníku v Cechách                  | Médico                            |                 |
| 1994 | Accumulator 1                            | Hombre publicitario               |                 |
| 1994 | Rád                                      | Oficial                           |                 |
| 1994 | Immortal Beloved                         | Policía de custodia               |                 |
| 1995 | Hazard                                   | Laco                              |                 |
| 1995 | Playgirls II                             | Comandante                        |                 |
| 1995 | Delta de Venus                           | Luc                               |                 |
| 1995 | Jak chutná smrt                          | Morton                            |                 |
| 1996 | Misión imposible                         | Agente borracho del FMI           |                 |
| 1996 | Mnága - Happy End                        | Petr Fiala                        |                 |
| 1998 | The Brylcreem Boys                       | Krach                             |                 |
| 2001 | The Zookeeper                            | Yeltsov                           |                 |
| 2002 | Andělská tvář                            | Abogado Leclerc                   |                 |
| 2002 | Blade II                                 | Golem                             |                 |
| 2002 | Únos domú                                | Tío                               |                 |
| 2002 | Bad Company                              | Andre                             |                 |
| 2002 | XXX                                      | General checo                     |                 |
| 2002 | Zostane to medzi nami                    | Detective                         |                 |
| 2003 | Kamenák                                  | Médico jefe                       |                 |
| 2003 | Hijos de Dune                            | Bashar Tyekanik                   | Miniserie de TV |
| 2003 | The League of Extraordinary Gentlemen    | Soldado                           |                 |
| 2004 | Chasing Liberty                          | Hombre borracho en el bar         |                 |
| 2004 | Kamenák 2                                | Médico jefe                       |                 |
| 2004 | Van Helsing                              | Aldeano                           |                 |
| 2005 | Kamenák 3                                | Médico jefe                       |                 |
| 2005 | Krev zmizelého                           | Kongo Müller                      |                 |
| 2005 | Román pro ženy                           | Oliver                            |                 |
| 2005 | El Despertar del Amor                    | Count                             |                 |
| 2006 | Tristán e Isolda                         | Luther                            |                 |
| 2006 | Prachy dělaj člověka                     | Soudce                            |                 |
| 2007 | Hannibal, el origen del mal              | Capitán                           |                 |
| 2007 | La vida en rosa                          | El médico en Belleville           | Sin acreditar   |
| 2007 | Bestiár                                  | Jarmil                            |                 |
| 2007 | Chytte doktora                           | Guardacoches                      |                 |
| 2008 | Svatba na bitevním poli                  | Balabán                           |                 |
| 2008 | Bathory                                  | Bethlen                           |                 |
| 2008 | Vy nám taky séfe!                        |                                   |                 |
| 2009 | Veni, vidi, vici                         | Chef                              |                 |
| 2009 | The Pagan Queen                          | Vrsovec                           |                 |
| 2009 | Solomon Kane                             | Tattoo                            |                 |
| 2009 | Abel                                     |                                   |                 |
| 2010 | Kajínek                                  | Portavoz                          |                 |
| 2011 | The Magical Duvet                        | Pivar                             |                 |
| 2015 | Lovci a obeti                            | Právník                           |                 |
| 2016 | The Visitors: Bastille Day               | Thibaud                           |                 |
| 2017 | Una bolsa de canicas                     | Propietario del Hôtel du Commerce |                 |
| 2017 | Miluji te modre                          | Gerente                           |                 |
| 2017 | The Adventurers                          | Jefe de seguridad de Charlie      |                 |
| 2017 | Spindl                                   | Empresario sórdido                |                 |
| 2018 | Rolling to You                           | Presidente de esparta             | Sin acreditar   |
| 2018 | Pepa                                     | Profesor de Geografía             |                 |
| 2019 | Román pro pokrocilé                      | Rudolf                            |                 |
| 2019 | Amnestie                                 | Cierny                            |                 |
| 2020 | Alpha Code                               | Lance Ivanov                      |                 |
| 2022 | Medieval                                 | Rey Wenceslas Chamberlain         |                 |
| 2022 | Slow Horses                              | Andre Chernitsky                  |                 |